# Kovács Ákos (zenész)
Kovács Ákos (Budapest, 1968. április 6. –) Kossuth-díjas magyar dalszerző, költő, Ákos néven énekes-előadóművész. A magyar zenei élet egyik meghatározó előadója. 
Az egykori Bonanza Banzai együttes énekese, szövegírója, zeneszerzője, majd szólistaként is népszerű és termékeny előadó a kilencvenes évektől napjainkig. Saját stúdiójában dolgozik, saját lemezkiadója gondozza albumait. Ákos az éneklés mellett akusztikus és elektromos gitáron, basszusgitáron, szintetizátoron és dobon is játszik. Önálló koncertjei mellett sok hazai fesztivál kiemelt fellépője. Két idegen nyelven, angolul és olaszul beszél. Nős, felesége Őry Krisztina. Négy gyermek apja: Márton (1998), Anna (2002), Kata (2005) és Júlia (2010).

## Pályafutása

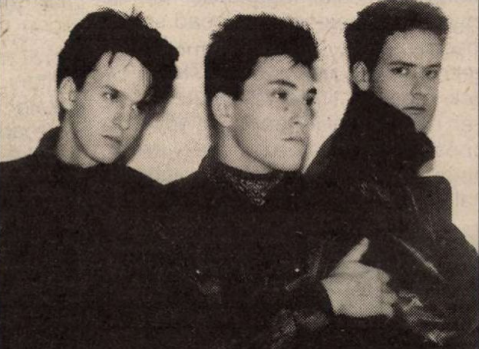
Bonanza Banzai: Hauber Zsolttal és Menczel Gáborral

A Fazekas Gimnázium elvégzése után a Budapesti Közgazdaságtudományi Egyetemen tanult tovább, ahol 1992-ben végzett külgazdaság szakon. Az 1987-ben megalakult Bonanza Banzai kultuszzenekar alapítójaként, énekeseként országos hírnévre tett szert, a formációban zenésztársai Hauber Zsolt és Menczel Gábor voltak. Ő írta a dalszövegeket, de zeneszerzőként is dolgozott. Szólókarrierje kezdetben a zenekarral párhuzamosan futott, 1994-től, az együttes felbomlásától kezdve szólistaként lép fel, továbbra is ő jegyzi a dalszövegeket és a zene túlnyomó részét is. 
A Bonanzával kilenc, szólistaként tizennyolc magyar nyelvű és hat angol albumot készített. A magyar kiadványok többsége aranylemez lett, de több platina is van köztük. Magyarországon összes kiadványának együttes eladásai elérik az egymillió példányt. Számos országjáró turné főszereplőjeként több száz élő koncertet adott. Koncertezett Groningenben, Barcelonában, Moszkvában, Rómában, Párizsban, Amszterdamban, Erdélyben, Felvidéken és Brüsszelben is, Londonban több alkalommal is fellépett.
A dalszerzői-előadói munka mellett több mindennel foglalkozik: verseket ír, ezidáig öt kötete jelent meg; saját videóklipjeit rendezi; A Nagy Könyv című televíziós olvasás-népszerűsító akció keretében tévéfilmben szerepelt; színházban dolgozik, irodalmi felolvasóesteken lép fel. 1995-ben a Vígszínházban bemutatták Bertolt Brecht „Baal” című darabját, az előadáshoz Eszenyi Enikő rendező felkérésére írt zenét. (Egy évvel korábban a Bonanza Banzai Jóslat c. albumára ő írta egy Brecht-átdolgozás, az Evlyn Roe dalszövegét.)
1998-ban az „Oliver” előadásának főszereplője a Madách Színházban (Bill Sikes). 1999-ben a Tarzan című Disney-filmhez készítette el Phil Collins dalainak magyar fordítását, a dalokat maga énekelte fel a müncheni stúdióban. 2001-ben saját verseiből hangjátékot készített Kaszás Attilával, „A hét parancsszó” címmel. 2002-ben a budapesti Terror Háza Múzeum, 2006-ban a hódmezővásárhelyi Emlékpont múzeum kiállításához komponált tárlatvezető zenét. 2003-ban a Nemzeti Színházban szerepelt a Revans című előadásban. 
2008-ban hangoskönyvet rögzített Krúdy Gyula novelláiból: a „Kaland a régi királlyal” című kiadványhoz maga válogatta az írásokat, a hangfelvételt Szigethy Gábor irodalomtörténész rendezte. 2013-ban a közrádiók új hangzó arculatának létrehozására kérték fel, valamint remixeket készített a brit Hurts együttes Miracle című dalához. Az ő stúdiójában rögzítette Berecz András Kossuth-díjas mesemondó a Felítő című albumát. A Babits Mihály születésének 125. évfordulójára megjelent verslemezen olyan színészek mellett mond verset, mint Mécs Károly, Sztankay István és Eperjes Károly. A Bencés humor című hangoskönyv felvételén Blaskó Péter és Kubik Anna társaságában szerepel. Az 1956-os forradalom 60. évfordulójára Szász Attila filmrendező ünnepi kisfilmet rendezett, az alkotás zenéjét Ákos jegyzi, a felvételekhez Miklósa Erika operaénekesnőt kérte fel közreműködésre. 2016-ban 1956-os emlékművet avattak Bodajkon, amelyre Ákos 1956 című dalának sorait vésték.
2013 őszén első szólólemeze, a Karcolatok megjelenésének 20. évfordulója alkalmából országszerte 13 telt házas koncertet adott, a műsorban a lemez összes dalát az eredeti sorrendben, de új hangszerelésben adta elő. Az első szólólemezről, valamint a turnéról Lévai Balázs rendezett dokumentumfilmet.
2015-ben megjelent 18. szólólemeze Még egyszer címmel. A címadó dalhoz egy 360 fokos videotechnikával rögzített klip készült.
A 2016-os turnészezon 12 előadását csaknem 120 ezren látták. Koncertet adott többek között Londonban, Kolozsváron, Velencén, Békéscsabán, a VOLT Fesztiválon, Kisvárdán, Szombathelyen, Diósgyőrött, a győri Audi Arénában. 2016. december 16-17-én a Papp László Budapest Arénában – 2014 és 2015 után – sorozatban harmadszor adott dupla telt házas koncertet. 2017-ben önálló koncerttel nem áll színpadra.

### Interjú az Echo TV-ben
2015. december 14-én az Echo TV-nek adott interjújából elhangzott mondatai miatt három nappal később egyik szponzora, a Magyar Telekom szerződést bontott Ákossal, mivel cégük nem tartotta összeegyeztethetőnek az interjúban elhangzottak szellemiségét a Telekom Csoport hitvallásával és értékrendjével. December 17-én Kovács Zoltán kormányszóvivő bejelentette, hogy a kormány felbontja szerződéseit a Magyar Telekommal, majd pontosított, hogy ez csak a mobilnetes szerződésekre terjed ki. Január során számos sajtótermék helyreigazított a témában, vállalva, hogy valótlanságot állítottak és híreszteltek az ügyben.
Február végén közös megegyezéssel zárult a Magyar Telekom és Ákos együttműködése. A partnerek a vitás kérdéseket megnyugtatóan rendezték, az ügyet véglegesen lezártnak tekintik, megköszönve egymásnak a sok éves, eredményes közös munkát. Ákos mindeközben jelentős összeggel, 50 millió forinttal támogatta a dévai Szent Ferenc Alapítvány gyermekmentő tevékenységét.

## Díjak
- 1994 – Huszka Jenő-díj
- 1998 – Lyra-díj
- 1999 – eMeRTon-díj
- 2002 – A Magyar Köztársasági Érdemrend tisztikeresztje
- 2004 – eMeRTon-díj
- 2004 – Artisjus-díj
- 2011 – Budapestért díj
- 2012 – Kossuth-díj
- 2015 – Józsefváros díszpolgára
- 2016 – Petőfi Zenei Díj – Az év koncertje
- 2019 – Petőfi Zenei Díj – Az év férfi előadója

### Fonogram – Magyar Zenei Díj
| Év   | Jelölés                      | Díj                                                       | Eredmény |
| ---- | ---------------------------- | --------------------------------------------------------- | -------- |
| 1993 | Bonanza Banzai – Elmondatott | Az év hazai pop albuma                                    | Elnyerte |
| 1993 | Bonanza Banzai – Elmondatott | Az év hazai lemezborítója                                 | Jelölve  |
| 1993 | Bonanza Banzai – Elmondatott | Az év hazai videóklipje                                   | Jelölve  |
| 1993 | Bonanza Banzai               | Az év koncertje                                           | Elnyerte |
| 1993 | Bonanza Banzai               | Az év hazai popzenekara                                   | Elnyerte |
| 1994 | Karcolatok                   | Az év hazai albuma                                        | Jelölve  |
| 1994 | Karcolatok                   | Az év hangfelvétele                                       | Jelölve  |
| 1994 | Helló                        | Az év hazai videóklipje                                   | Elnyerte |
| 1995 | Test                         | Az év hazai albuma                                        | Jelölve  |
| 1995 | Test                         | Az év hangfelvétele                                       | Jelölve  |
| 1995 | Test                         | Az év hazai lemezborítója                                 | Jelölve  |
| 1995 | Láss bennem mást             | Az év magyar videóklipje                                  | Jelölve  |
| 1996 | Indiántánc                   | Az év hazai albuma                                        | Jelölve  |
| 1996 | Indiántánc                   | Az év hangfelvétele                                       | Jelölve  |
| 1996 | Indiántánc                   | Az év hazai lemezborítója                                 | Jelölve  |
| 1996 | Indiántánc                   | Az év magyar videóklipje                                  | Jelölve  |
| 1998 | Beavatás                     | Az év magyar rock albuma                                  | Elnyerte |
| 1998 | Beavatás                     | Az év hangfelvétele                                       | Jelölve  |
| 1998 | Ákos – Budapest Sportcsarnok | Az év hazai koncertje                                     | Jelölve  |
| 1999 | Ikon                         | Az év hazai rock albuma                                   | Elnyerte |
| 2000 | Besztof                      | Az év hazai rock albuma                                   | Elnyerte |
| 2000 | Tarzan                       | Az év filmzene albuma                                     | Elnyerte |
| 2001 | Hűség                        | Az év hazai modern rock albuma                            | Jelölve  |
| 2003 | Új törvény                   | Az év hazai rock albuma                                   | Elnyerte |
| 2004 | Andante                      | Az év hazai pop albuma                                    | Elnyerte |
| 2004 | Ölelj meg újra               | Az év hazai dala                                          | Jelölve  |
| 2005 | Az utolsó hangos dal         | Az év hazai dala                                          | Jelölve  |
| 2007 | Még közelebb                 | Az év hazai rock albuma                                   | Elnyerte |
| 2008 | Még közelebb                 | Az év hazai zenei DVD-je                                  | Elnyerte |
| 2008 | Adj hitet                    | Az év hazai dala                                          | Elnyerte |
| 2010 | 40+                          | Az év hazai klasszikus pop-rock albuma                    | Jelölve  |
| 2011 | A katona imája               | Az év hazai klasszikus pop-rock albuma                    | Elnyerte |
| 2012 | Arénakoncert 2011            | Az év hazai klasszikus pop-rock albuma                    | Jelölve  |
| 2013 | 2084                         | Az év hazai klasszikus pop-rock albuma                    | Jelölve  |
| 2013 | Előkelő Idegen               | Az év hazai dala                                          | Jelölve  |
| 2014 | 2084 Turné                   | Az év hazai klasszikus pop-rock albuma vagy hangfelvétele | Jelölve  |
| 2015 | Igazán – EP                  | Az év hazai klasszikus pop-rock albuma vagy hangfelvétele | Jelölve  |
| 2015 | "Igazán"                     | Az év dala                                                | Jelölve  |

## Diszkográfia

### Szólólemezek
| Év   | Album                                              | Legmagasabb helyezés                   | Minősítés         |
| Év   | Album                                              | MAHASZ Top 40 album- és válogatáslemez | Minősítés         |
| ---- | -------------------------------------------------- | -------------------------------------- | ----------------- |
| 1993 | Karcolatok - Megjelenés: 1993                      | 1                                      | - Aranylemez      |
| 1993 | So Much Larger - Megjelenés: 1993                  | –                                      |                   |
| 1994 | Test - Megjelenés: 1994                            | 2                                      | - Aranylemez      |
| 1994 | All is One - Megjelenés: 1994                      | –                                      |                   |
| 1995 | Indiántánc - Megjelenés: 1995                      | 2                                      | - Platinalemez    |
| 1996 | Élő dalok - Megjelenés: 1996                       | 1                                      |                   |
| 1996 | Firedance - Megjelenés: 1996                       | –                                      |                   |
| 1997 | Beavatás - Megjelenés: 1997                        | 1                                      | - Aranylemez      |
| 1997 | ÚjRaMIX - Megjelenés: 1997                         | 1                                      |                   |
| 1998 | I. D. S. - Megjelenés: 1998                        | 8                                      |                   |
| 1998 | Ikon - Megjelenés: 1998                            | 1                                      | - Aranylemez      |
| 1999 | Ismerj fel - Megjelenés: 1999                      | 1                                      | - Aranylemez      |
| 1999 | Call My Name - Megjelenés: 1999                    | 2                                      |                   |
| 2000 | Ikon koncert - Megjelenés: 2000                    |                                        |                   |
| 2000 | Hűség - Megjelenés: 2000                           | 1                                      | - Aranylemez      |
| 2001 | A hét parancsszó - Megjelenés: 2001                | 9                                      |                   |
| 2002 | Vertigo - Megjelenés: 2002                         | 2                                      |                   |
| 2002 | Új törvény - Megjelenés: 2002                      | 1                                      | - Aranylemez      |
| 2002 | Tarzan - Megjelenés: 2002                          | 1                                      | - Platinalemez    |
| 2003 | Andante - Megjelenés: 2003                         | 1                                      | - Platinalemez    |
| 2004 | Az utolsó hangos dal - Megjelenés: 2004            | 2                                      | - Platinalemez    |
| 2005 | X+I - Megjelenés: 2005                             | 20                                     |                   |
| 2005 | Andante Extra - Megjelenés: 2005                   |                                        |                   |
| 2006 | Még közelebb - Megjelenés: 2006                    | 1                                      | - Platinalemez    |
| 2008 | Kaland a régi királlyal - Megjelenés: 2008         | 7                                      | - Aranylemez      |
| 2009 | 40+ - Megjelenés: 2009                             | 1                                      | - Platinalemez    |
| 2010 | A katona imája - Megjelenés: 2010                  | 1                                      | - Platinalemez    |
| 2011 | Arénakoncert2011 - Megjelenés:2011                 | 1                                      | - Platinalemez    |
| 2012 | 2084 - Megjelenés: 2012                            | 1                                      | - Platinalemez    |
| 2013 | Karcolatok20 - Megjelenés: 2013                    | 1                                      | - Platinalemez    |
| 2015 | Még egyszer - Megjelenés: 2015                     | 1                                      | - 2× Platinalemez |
| 2015 | Dupla Aréna 2014 - Megjelenés: 2015                | 2                                      | - Platinalemez    |
| 2017 | Arany - Megjelenés: 2017                           | 1                                      | - Platinalemez    |
| 2019 | 50 Jubileumi Akusztikus Koncert - Megjelenés: 2019 | 1                                      | - Platinalemez    |
| 2019 | Idősziget - Megjelenés: 2019                       | 1                                      | - 3x Platinalemez |
| 2022 | Magunk maradtunk - Megjelenés 2022                 |                                        |                   |
| 2024 | Harminc Év - Megjelenés 2024                       |                                        |                   |
| 2024 | Metropolis - Megjelenés 2024                       |                                        |                   |

### Középlemezek (EP-k)
| Év   | Album                                             | Legmagasabb helyezés                   | Minősítés         |
| Év   | Album                                             | MAHASZ Top 40 album- és válogatáslemez | Minősítés         |
| ---- | ------------------------------------------------- | -------------------------------------- | ----------------- |
| 2014 | Igazán - Megjelenés: 2014. szeptember 24.         | 1                                      | - Platinalemez    |
| 2018 | Hazatalál - Megjelenés: 2018. szeptember 27.      | 1                                      | - 2x Platinalemez |
| 2021 | Az utolsó békeév - Megjelenés: 2021. október 20.. | 1                                      |                   |

### Maxi CD-k
- Ilyenek voltunk (The Deadline Remixes) (promo) – 1997
- Minden, ami szép volt (The Mixes) (promo) – 1997
- Ikon – 1998
- Keresem az utam – 2000
- Keresem az utam – Remixek – 2000
- Keresem az utam – RemixekVOL2 (iTunes maxi) – 2000
- Mindenki táncol – 2001
- A szavakon túl – 2001
- 7 másodperc (duett Orsival) (promo) – 2001
- Alig hitted – 2002
- Majom a ketrecben (A Fény,Kép fotóalbum melléklete) – 2002
- Gondolnék rád (Ajándék az Andante-turné tavaszi koncertjegyeihez) – 2003
- Ölelj meg újra (Rádió promo) (promo) – 2003
- Ölelj meg újra (Ajándék az Andante-turné őszi koncertjegyeihez) – 2003
- Az utolsó hangos dal (Ajándék Az utolsó hangos dal nagykoncert jegyeihez) – 2004
- 1956 (A Heti Válasz CD-melléklete) – 2006
- Adj hitet (Ingyenes MOL-ajándék maxi CD) – 2006
- Minden most kezdődik el – 2007
- Negyven – 2008
- Gumicukor (Ajándék a 40+ koncert jegyeihez) – 2009
- Szindbád dala – 2010
- Utazó – 2011
- Előkelő idegen – 2012
- Tipikus Sztereó – (iTunes maxi) – 2012
- Veled utazom – 2013
- Girl In The Café (Karcolatok 20 Mix) – (iTunes maxi) – 2013
- Újrakezdhetnénk – (iTunes maxi) – 2014
- Ébredj Mellettem – (iTunes maxi) – 2015
- Ugyanúgy – 2016
- Szabadon – 2017
- 50 (Ajándék az 50 koncert jegyeihez) – 2018
- Nem kell más vígasz (iTunes maxi) – 2019
- Aranyszárnyú Angyal (iTunes maxi) – 2020
- Jeriko (iTunes maxi) – 2021
- Fel a szívekkel – 2021
- Ember Maradj – 2023
- Harminc Év – 2024

### Bonanza Banzai
- 1988 – Ladies from that house (maxi kazetta)
- 1989 – Induljon a banzáj!
- 1990 – A jel
- 1990 – A Megváltó (kis bakelit)
- 1990 – The Compilation
- 1991 – 1984
- 1991 – A pillanat emlékműve
- 1991 – Monumentum
- 1992 – Bonanza Live Banzai
- 1992 – Elmondatott
- 1993 – Régi és új
- 1994 – Jóslat
- 1995 – Búcsúkoncert
- 2019 – Early Years (1989–1991)

### Videókiadványok
- 1991 – Dúdolnom kell
- 1993 – Napló feletteseimnek
- 1995 – Szavak és csendek
- 1998 – Szív, seb, ész
- 2000 – A hűség könyve
- 2005 – X+I
- 1990 – Bonanza Banzai Füzet 1
- 1992 – Bonanza Banzai Füzet 2
- 1993 – Bonanza Banzai Füzet 3
- 1995 – Bonanza Banzai Naptár
- 1996 – Ákos Kottás Album
- 1997 – Pestiest Különszám 1
- 1998 – Pestiest különszám 2
- 1999 – Pestiest különszám 3
- 2000 – Pestiest Különszám 4
- 2002 – Pestiest Különszám 5
- 2002 – Fény, kép (fotóalbum)
- 2005 – Ákos Naptár
- 2006 – Ákos Kottás Album 2
- 2013 – Ákos Naptár
- 2018 – Ákos 50-Visszaszámlálás
- 2020 – Ákos Idősziget Naptár
- 2023 – Ákos 2024 Naptár
- 1989 – Induljon a banzáj! LP
- 1990 – A jel LP
- 1990 – A Megváltó SP
- 1991 – 1984 LP
- 1991 – A pillanat emlékműve LP
- 1992 – Bonanza LIVE Banzai LP
- 1992 – Elmondatott LP
- 1993 – Karcolatok LP
- 2019 – Idősziget DUPLA LP
- 2019 – Early Years DUPLA LP
- 2021 – Még Közelebb DUPLA LP
- 2022 – Magunk Maradtunk LP
- 2023 – Új Törvény DUPLA LP
- 2023 – 2084 DUPLA LP
- 2023 – Karcolatok 30 DUPLA LP
- 2023 – Jóslat LP
- 2024 – Harminc Év TRIPLA LP
- 2024 – Búcsúkoncert LP

- 1991 – Dúdolnom kell
- 1993 – Napló feletteseimnek
- 1995 – Szavak és csendek
- 1998 – Szív, seb, ész
- 2000 – A hűség könyve
- 2005 – X+I
- 1990 – Bonanza Banzai Füzet 1
- 1992 – Bonanza Banzai Füzet 2
- 1993 – Bonanza Banzai Füzet 3
- 1995 – Bonanza Banzai Naptár
- 1996 – Ákos Kottás Album
- 1997 – Pestiest Különszám 1
- 1998 – Pestiest különszám 2
- 1999 – Pestiest különszám 3
- 2000 – Pestiest Különszám 4
- 2002 – Pestiest Különszám 5
- 2002 – Fény, kép (fotóalbum)
- 2005 – Ákos Naptár
- 2006 – Ákos Kottás Album 2
- 2013 – Ákos Naptár
- 2018 – Ákos 50-Visszaszámlálás
- 2020 – Ákos Idősziget Naptár
- 2023 – Ákos 2024 Naptár
- 1989 – Induljon a banzáj! LP
- 1990 – A jel LP
- 1990 – A Megváltó SP
- 1991 – 1984 LP
- 1991 – A pillanat emlékműve LP
- 1992 – Bonanza LIVE Banzai LP
- 1992 – Elmondatott LP
- 1993 – Karcolatok LP
- 2019 – Idősziget DUPLA LP
- 2019 – Early Years DUPLA LP
- 2021 – Még Közelebb DUPLA LP
- 2022 – Magunk Maradtunk LP
- 2023 – Új Törvény DUPLA LP
- 2023 – 2084 DUPLA LP
- 2023 – Karcolatok 30 DUPLA LP
- 2023 – Jóslat LP
- 2024 – Harminc Év TRIPLA LP

- 1991 – Dúdolnom kell
- 1993 – Napló feletteseimnek
- 1995 – Szavak és csendek
- 1998 – Szív, seb, ész
- 2000 – A hűség könyve
- 2005 – X+I
- 1990 – Bonanza Banzai Füzet 1
- 1992 – Bonanza Banzai Füzet 2
- 1993 – Bonanza Banzai Füzet 3
- 1995 – Bonanza Banzai Naptár
- 1996 – Ákos Kottás Album
- 1997 – Pestiest Különszám 1
- 1998 – Pestiest különszám 2
- 1999 – Pestiest különszám 3
- 2000 – Pestiest Különszám 4
- 2002 – Pestiest Különszám 5
- 2002 – Fény, kép (fotóalbum)
- 2005 – Ákos Naptár
- 2006 – Ákos Kottás Album 2
- 2013 – Ákos Naptár
- 2018 – Ákos 50-Visszaszámlálás
- 2020 – Ákos Idősziget Naptár
- 2023 – Ákos 2024 Naptár
- 1989 – Induljon a banzáj! LP
- 1990 – A jel LP
- 1990 – A Megváltó SP
- 1991 – 1984 LP
- 1991 – A pillanat emlékműve LP
- 1992 – Bonanza LIVE Banzai LP
- 1992 – Elmondatott LP
- 1993 – Karcolatok LP
- 2019 – Idősziget DUPLA LP
- 2019 – Early Years DUPLA LP
- 2021 – Még Közelebb DUPLA LP
- 2022 – Magunk Maradtunk LP
- 2023 – Új Törvény DUPLA LP
- 2023 – 2084 DUPLA LP
- 2023 – Karcolatok 30 DUPLA LP
- 2023 – Jóslat LP
- 2024 – Harminc Év TRIPLA LP

- 1991 – Dúdolnom kell
- 1993 – Napló feletteseimnek
- 1995 – Szavak és csendek
- 1998 – Szív, seb, ész
- 2000 – A hűség könyve
- 2005 – X+I
- 1990 – Bonanza Banzai Füzet 1
- 1992 – Bonanza Banzai Füzet 2
- 1993 – Bonanza Banzai Füzet 3
- 1995 – Bonanza Banzai Naptár
- 1996 – Ákos Kottás Album
- 1997 – Pestiest Különszám 1
- 1998 – Pestiest különszám 2
- 1999 – Pestiest különszám 3
- 2000 – Pestiest Különszám 4
- 2002 – Pestiest Különszám 5
- 2002 – Fény, kép (fotóalbum)
- 2005 – Ákos Naptár
- 2006 – Ákos Kottás Album 2
- 2013 – Ákos Naptár
- 2018 – Ákos 50-Visszaszámlálás
- 2020 – Ákos Idősziget Naptár
- 2023 - Ákos 2024 Naptár
- 1989 – Induljon a banzáj! LP
- 1990 – A jel LP
- 1990 – A Megváltó SP
- 1991 – 1984 LP
- 1991 – A pillanat emlékműve LP
- 1992 – Bonanza LIVE Banzai LP
- 1992 – Elmondatott LP
- 1993 – Karcolatok LP
- 2019 – Idősziget DUPLA LP
- 2019 – Early Years DUPLA LP
- 2021 – Még Közelebb DUPLA LP
- 2022 – Magunk Maradtunk LP
- 2023 – Új Törvény DUPLA LP
- 2023 – 2084 DUPLA LP
- 2023 - Karcolatok 30 DUPLA LP
- 2023 - Jóslat LP
- 2024 - Harminc Év TRIPLA LP
- 2024 - Búcsúkoncert
- 2024 - Metropolisz DUPLA LP

- 1991 – Dúdolnom kell
- 1993 – Napló feletteseimnek
- 1995 – Szavak és csendek
- 1998 – Szív, seb, ész
- 2000 – A hűség könyve
- 2005 – X+I
- 1990 – Bonanza Banzai Füzet 1
- 1992 – Bonanza Banzai Füzet 2
- 1993 – Bonanza Banzai Füzet 3
- 1995 – Bonanza Banzai Naptár
- 1996 – Ákos Kottás Album
- 1997 – Pestiest Különszám 1
- 1998 – Pestiest különszám 2
- 1999 – Pestiest különszám 3
- 2000 – Pestiest Különszám 4
- 2002 – Pestiest Különszám 5
- 2002 – Fény, kép (fotóalbum)
- 2005 – Ákos Naptár
- 2006 – Ákos Kottás Album 2
- 2013 – Ákos Naptár
- 2018 – Ákos 50-Visszaszámlálás
- 2020 – Ákos Idősziget Naptár
- 2023 - Ákos 2024 Naptár
- 1989 – Induljon a banzáj! LP
- 1990 – A jel LP
- 1990 – A Megváltó SP
- 1991 – 1984 LP
- 1991 – A pillanat emlékműve LP
- 1992 – Bonanza LIVE Banzai LP
- 1992 – Elmondatott LP
- 1993 – Karcolatok LP
- 2019 – Idősziget DUPLA LP
- 2019 – Early Years DUPLA LP
- 2021 – Még Közelebb DUPLA LP
- 2022 – Magunk Maradtunk LP
- 2023 – Új Törvény DUPLA LP
- 2023 – 2084 DUPLA LP
- 2023 - Karcolatok 30 DUPLA LP
- 2023 - Jóslat LP
- 2024 - Harminc Év TRIPLA LP
- 2024 - Búcsúkoncert LP
- 2024 - Metropolisz DUPLA LP
- 2025 - Hűség Jubileumi újrakiadás LP
- 2025 - A Katona Imája Jubileumi újrakiadás LP
- 2025 - Még Egyszer Jubileumi Újrakiadás LP

### Könyvek, LP-k, egyéb kiadványok
- 1991 – Dúdolnom kell
- 1993 – Napló feletteseimnek
- 1995 – Szavak és csendek
- 1998 – Szív, seb, ész
- 2000 – A hűség könyve
- 2005 – X+I
- 1990 – Bonanza Banzai Füzet 1
- 1992 – Bonanza Banzai Füzet 2
- 1993 – Bonanza Banzai Füzet 3
- 1995 – Bonanza Banzai Naptár
- 1996 – Ákos Kottás Album
- 1997 – Pestiest Különszám 1
- 1998 – Pestiest különszám 2
- 1999 – Pestiest különszám 3
- 2000 – Pestiest Különszám 4
- 2002 – Pestiest Különszám 5
- 2002 – Fény, kép (fotóalbum)
- 2005 – Ákos Naptár
- 2006 – Ákos Kottás Album 2
- 2013 – Ákos Naptár
- 2018 – Ákos 50-Visszaszámlálás
- 2020 – Ákos Idősziget Naptár
- 2023 - Ákos 2024 Naptár
- 1989 – Induljon a banzáj! LP
- 1990 – A jel LP
- 1990 – A Megváltó SP
- 1991 – 1984 LP
- 1991 – A pillanat emlékműve LP
- 1992 – Bonanza LIVE Banzai LP
- 1992 – Elmondatott LP
- 1993 – Karcolatok LP
- 2019 – Idősziget DUPLA LP
- 2019 – Early Years DUPLA LP
- 2021 – Még Közelebb DUPLA LP
- 2022 – Magunk Maradtunk LP
- 2023 – Új Törvény DUPLA LP
- 2023 – 2084 DUPLA LP
- 2023 - Karcolatok 30 DUPLA LP
- 2023 - Jóslat LP
- 2024 - Harminc Év TRIPLA LP

### Közreműködik
| Év   | Album                                                       | Legmagasabb helyezés                   | Minősítés          |
| Év   | Album                                                       | MAHASZ Top 40 album- és válogatáslemez | Minősítés          |
| ---- | ----------------------------------------------------------- | -------------------------------------- | ------------------ |
| 1992 | Bonanza LIVE Banzai - VHS                                   | -                                      |                    |
| 1994 | Ünnep '93 + az összes Bonanza klip - VHS                    | -                                      |                    |
| 1995 | Ákos a Budapest Sportcsarnokban + az összes Ákos-klip - VHS | -                                      |                    |
| 1998 | Beavatás koncertfilm + klipek, riportok - VHS               | -                                      |                    |
| 1999 | Ismerj fel - VHS, ajándék koncert-CD-vel                    | -                                      |                    |
| 2001 | Hűség - VHS, DVD                                            | -                                      |                    |
| 2003 | Andante - VHS, DVD                                          | -                                      |                    |
| 2004 | Az utolsó hangos dal - dupla DVD                            | -                                      |                    |
| 2005 | Az utolsó hangos dal – RÁADÁS - tripla DVD                  | -                                      |                    |
| 2007 | Még közelebb koncertfilm - tripla DVD                       | 29                                     |                    |
| 2008 | Bonanza Banzai '87-'92 - DVD                                | -                                      |                    |
| 2009 | 40+ koncertfilm - DVD, Blu-ray                              | -                                      |                    |
| 2009 | Bonanza Banzai '93-'94 - dupla DVD                          |                                        |                    |
| 2010 | Szindbád turné koncertfilm - dupla DVD                      | 29                                     |                    |
| 2011 | Arénakoncert 2011 - dupla DVD, Blu-ray                      | 1                                      | - Platinalemez     |
| 2012 | Koncertek és Werkfilmek 2000-2009 - DVD                     |                                        |                    |
| 2013 | 2084 TURNÉ - dupla DVD                                      | 1                                      | - Platinalemez     |
| 2014 | Karcolatok 20 - dupla DVD                                   | 1                                      | - Platinalemez     |
| 2015 | Dupla Aréna 2014 - DVD + 2 CD                               | 1                                      | - Platinalemez     |
| 2016 | Veletek vagyunk – Dupla Aréna 2015 - Dupla DVD              | 1                                      | - Platinalemez     |
| 2017 | Szintirock – Dupla Aréna 2016                               | 1                                      | - Platinalemez     |
| 2019 | 50 Jubileumi Akusztikus Koncert                             | 1                                      | - Aranylemez       |
| 2019 | Kezhetünk újabb évadot                                      | 1                                      | - Aranylemez       |
| 2020 | Idősziget                                                   | 1                                      | - 3× platina lemez |
| 2023 | Több nem is kell                                            | 1                                      | - 1* platina lemez |
| 2023 | Áradás                                                      | 1                                      |                    |

| Év   | Album                                                                  | Dal                         |
| ---- | ---------------------------------------------------------------------- | --------------------------- |
| 1996 | Best of szerelem                                                       | Örvény                      |
| 1996 | Edda Művek: Elvarázsolt Edda-dalok                                     | Hűtlen                      |
| 1998 | Képzelt riport / Válogatás (az 1973. évi bemutató 25-ik évfordulójára) | Valaki mondja meg           |
| 2001 | Orsi: 7 másodperc                                                      | 7 másodperc                 |
| 2001 | A nagy mesealbum                                                       | A három nyulak              |
| 2001 | Jakshow Hot 20 3.                                                      | Hűség                       |
| 2003 | Juventus Mix Vol.5. / mixelte Kovács Nagyember László                  | Mindenki táncol (Rádió mix) |
| 2003 | Sláger Slágerek: '90-es évek                                           | Ilyenek voltunk             |
| 2004 | Bravissimo 2004                                                        | Az utolsó hangos dal        |
| 2004 | Duett – Az elmúlt évtized leghíresebb magyar duettjei                  | 7 másodperc                 |
| 2004 | Gyorsabban, magasabra, erősebben                                       | Az utolsó hangos dal        |
| 2004 | Now.hu 2 – A legfrissebb hazai                                         | Gondolnék rád               |
| 2004 | Pop líra                                                               | Ilyenek voltunk             |
| 2005 | A 80-as évek magyar slágerei karaoke DVD                               | Induljon a banzáj!          |
| 2005 | Magyar unplugged album                                                 | Ölelj meg újra              |
| 2005 | Vallomás – Legszebb szerelmes dalok                                    | Dúdolni halkan              |
| 2006 | Álomsláger                                                             | Valami véget ért, Helló     |
| 2006 | Karácsonyi VOLT Fesztivál                                              | A Megváltó                  |
| 2006 | Nagy szerelmes lemez                                                   | Az utolsó levél             |
| 2007 | Now.hu.9. – A legfrissebb hazai                                        | Adj hitet                   |
| 2009 | Ballagás – A legemlékezetesebb dalok a felnőtté válásról               | Valami véget ért            |

## Dalok

### Slágerei
| Év   | Dal                             | Legmagasabb helyezés | Legmagasabb helyezés   | Legmagasabb helyezés         | Legmagasabb helyezés                  | Legmagasabb helyezés        | Album                               |
| Év   | Dal                             | MAHASZ Rádiós Top 40 | MAHASZ Editors' Choice | MAHASZ Single (track) Top 40 | MAHASZ Stream Top 40                  | MAHASZ Magyar Stream Top 40 | Album                               |
| ---- | ------------------------------- | -------------------- | ---------------------- | ---------------------------- | ------------------------------------- | --------------------------- | ----------------------------------- |
| 1989 | Induljon a banzáj!              | -                    | -                      | -                            |                                       |                             | Induljon a banzáj! (Bonanza Banzai) |
| 1991 | 1984                            | -                    | -                      | -                            | 1984 (Bonanza Banzai)                 |                             |                                     |
| 1991 | Valami véget ért                | -                    | -                      | -                            | A pillanat emlékműve (Bonanza Banzai) |                             |                                     |
| 1992 | Elmondatott                     | -                    | -                      | -                            | Elmondatott (Bonanza Banzai)          |                             |                                     |
| 1993 | Búcsúdal                        | -                    | -                      | -                            | Régi és új (Bonanza Banzai)           |                             |                                     |
| 1993 | Hello                           | -                    | -                      | -                            | Karcolatok                            |                             |                                     |
| 1993 | Keresd meg a lányt              | -                    | -                      | -                            | Karcolatok                            |                             |                                     |
| 1993 | Girl In The Café                |                      |                        |                              | Karcolatok                            |                             |                                     |
| 1993 | Átkozz el                       |                      |                        |                              | Karcolatok                            |                             |                                     |
| 1994 | Jóslat                          | -                    | -                      | -                            | Jóslat (Bonanza Banzai)               |                             |                                     |
| 1994 | Test                            | -                    | -                      | -                            | Test                                  |                             |                                     |
| 1994 | Dúdolni halkan                  | -                    | -                      | -                            | Test                                  |                             |                                     |
| 1994 | Láss bennem mást                | -                    | -                      | -                            | Test                                  |                             |                                     |
| 1994 | Csak te vagy                    |                      |                        |                              | Test                                  |                             |                                     |
| 1994 | Idelenn idegen                  |                      |                        |                              | Test                                  |                             |                                     |
| 1995 | Esőkirály                       | -                    | -                      | -                            | Indiántánc                            |                             |                                     |
| 1995 | Örvény                          | -                    | -                      | -                            | Indiántánc                            |                             |                                     |
| 1995 | Indiántánc                      | -                    | -                      | -                            | Indiántánc                            |                             |                                     |
| 1995 | Az utolsó levél                 |                      |                        |                              | Indiántánc                            |                             |                                     |
| 1997 | Minden, ami szép volt           | -                    | -                      | -                            | Beavatás                              |                             |                                     |
| 1997 | Ilyenek voltunk                 | -                    | -                      | -                            | Beavatás                              |                             |                                     |
| 1998 | Ikon                            | -                    | -                      | -                            | Ikon                                  |                             |                                     |
| 1998 | Végre                           | -                    | -                      | -                            | Ikon                                  |                             |                                     |
| 2000 | Keresem az utam                 | -                    | -                      | -                            | Hűség                                 |                             |                                     |
| 2000 | Mindenki táncol                 | -                    | -                      | -                            | Hűség                                 |                             |                                     |
| 2002 | Ölelj meg újra                  | 10                   | 6                      | -                            | Új törvény                            |                             |                                     |
| 2002 | Alig hitted                     |                      |                        |                              | Új törvény                            |                             |                                     |
| 2002 | Majom a ketrecben               |                      |                        |                              | Új törvény                            |                             |                                     |
| 2002 | Virrasztó                       |                      |                        |                              | Új törvény                            |                             |                                     |
| 2003 | Gondolnék rád                   |                      |                        |                              | Andante                               |                             |                                     |
| 2004 | Az utolsó hangos dal            | -                    | 10                     | -                            | Az utolsó hangos dal                  |                             |                                     |
| 2006 | Minden most kezdődik el         | -                    | -                      | 1                            | Még közelebb                          |                             |                                     |
| 2006 | Adj hitet                       | 2                    | 19                     | -                            | Még közelebb                          |                             |                                     |
| 2006 | 1956                            |                      |                        |                              | Még közelebb                          |                             |                                     |
| 2006 | Őszi tájkép                     |                      |                        |                              | Még közelebb                          |                             |                                     |
| 2008 | Negyven                         |                      |                        |                              |                                       |                             |                                     |
| 2009 | Gyermekember                    | -                    | -                      | -                            | 40+                                   |                             |                                     |
| 2009 | Gumicukor                       |                      |                        |                              | 40+                                   |                             |                                     |
| 2010 | Szindbád dala                   | 6                    | -                      | 1                            | A katona imája                        |                             |                                     |
| 2010 | A fénybe nézz                   | 7                    | 32                     | 5                            | A katona imája                        |                             |                                     |
| 2011 | Szeress így                     | 34                   | -                      | -                            | A katona imája                        |                             |                                     |
| 2011 | Utazó                           |                      |                        |                              | Arénakoncert 2011                     |                             |                                     |
| 2011 | Érintő                          | -                    | -                      | 8                            | A katona imája                        |                             |                                     |
| 2012 | Előkelő idegen                  |                      |                        |                              |                                       |                             | 2084                                |
| 2012 | Tipikus sztereó                 |                      |                        |                              |                                       |                             | 2084                                |
| 2012 | Tengermoraj                     |                      |                        |                              |                                       |                             | 2084                                |
| 2013 | Régi jövő                       |                      |                        |                              |                                       |                             | 2084                                |
| 2013 | Veled utazom                    |                      |                        |                              |                                       |                             | 2084                                |
| 2014 | Újrakezdhetnénk                 | 6                    | 19                     | 1                            | 10                                    | -                           | Még egyszer                         |
| 2014 | Igazán                          | 3                    | 26                     | 1                            | 7                                     | 9                           | Még egyszer                         |
| 2015 | Ébredj mellettem                | 15                   | -                      | 1                            |                                       |                             | Még egyszer                         |
| 2015 | Még egyszer                     |                      |                        |                              |                                       |                             | Még egyszer                         |
| 2016 | Ugyanúgy                        | 2                    |                        | 1                            |                                       |                             | Még egyszer                         |
| 2017 | Szabadon                        |                      |                        | 2                            |                                       |                             | Nem jelent meg albumon              |
| 2018 | Hazatalál                       | 28                   |                        |                              |                                       |                             | Idősziget                           |
| 2019 | Nem kell más vigasz             |                      |                        |                              |                                       |                             | Idősziget                           |
| 2019 | Felemel                         |                      |                        |                              |                                       |                             | Idősziget                           |
| 2019 | Elhiszem                        |                      |                        |                              |                                       |                             | Idősziget                           |
| 2020 | Idősziget (Live Aréna, 2019)    |                      |                        |                              |                                       |                             | Nem jelent meg albumon              |
| 2020 | Csend leszek (Live Aréna, 2019) |                      |                        |                              |                                       |                             | Idősziget Koncert DVD               |
| 2021 | Fel a szívekkel                 |                      |                        |                              |                                       |                             |                                     |
| 2023 | Ember maradj                    |                      |                        |                              |                                       |                             |                                     |
| 2024 | Kegyetlen szerelem              |                      |                        |                              |                                       |                             |                                     |
| 2024 | A tükör (Megmutatom)            |                      |                        |                              |                                       |                             |                                     |

2014 októberében a Stream Top 10 slágerlista mellett egy újabb lista, a Magyar Stream Top 10 slágerlista született, amely az előbb említettből lett kivonva. Ezáltal magyar dalokat csak a Magyar Stream Top 10 slágerlistán rangsoroltak. 
Viszont a magyar lista csak egy hétig létezett, a következő héten már nem mutatott adatokat. 

## Duettek
- 2001: Orsival: 7 másodperc
- 2009: Rúzsa Magdival: Minden most kezdődik el
- 2010: Zsédával: Keresem az utam
- 2011: Janicsák Vecával: Érintő
- 2016: Demjén Ferenccel: Helyreigazítás
- 2016: Marge-dzsal: Igazán
- 2019: Őry-Kovács Anna: Elhiszem, Felemel

## Kötetei
- Ezt nem lehet megúszni. Novellák, elbeszélések; MCC Press, Bp., 2021

## Filmjei
- Magunk maradtunk (2022) – rendező

## Portréfilm
- Ákos 50 (2018)
- Ikon – Ákos (2018)
- Ez itt a kérdés – Negyedszázad – beszélgetés Kovács Ákossal (2019)
- Backstage – Ákos (2019)

## Családja
Szülei Kovács János és Martos Mária. Anyai nagyapja Martos Raymund (†1978) ítélőtáblai bíró, ügyvéd volt. Felesége Őri Krisztina. Négy gyermekük született: Márton (1998), Anna (2002), Kata (2005) és Júlia (2010). Testvére Kovács Balázs ügyvéd, akinek felesége Lenkovics Mária, Lenkovics Barnabásnak, az Alkotmánybíróság volt elnökének lánya.